# Marey-sur-Tille
Marey-sur-Tille est une commune française située dans le département de la Côte-d'Or en région Bourgogne-Franche-Comté.

## Géographie

### Localisation
Marey-sur-Tille fait partie du canton d'Is-sur-Tille et se situe à environ 10 km au nord de ce village, 11 km à l’ouest de Selongey, 9 km au sud de la Haute-Marne et à 11 km au sud de Grancey-le-Château.

### Hydrographie
Le terroir de la commune est traversé du nord-ouest au sud-est par La Tille, rivière qui est un affluent de la Saône.

### Climat
Pour des articles plus généraux, voir Climat de la Bourgogne-Franche-Comté et Climat de la Côte-d'Or.
En 2010, le climat de la commune est de type climat des marges montargnardes, selon une étude du Centre national de la recherche scientifique s'appuyant sur une série de données couvrant la période 1971-2000. En 2020, Météo-France publie une typologie des climats de la France métropolitaine dans laquelle la commune est exposée à un climat océanique altéré et est dans la région climatique  Lorraine, plateau de Langres, Morvan, caractérisée par un hiver rude (1,5 °C), des vents modérés et des brouillards fréquents en automne et hiver. 
Pour la période 1971-2000, la température annuelle moyenne est de 10,5 °C, avec une amplitude thermique annuelle de 17,3 °C. Le cumul annuel moyen de précipitations est de 936 mm, avec 12,7 jours de précipitations en janvier et 9 jours en juillet. Pour la période 1991-2020, la température moyenne annuelle observée sur la station météorologique de Météo-France la plus proche, « Bure Les Templiers_sapc », sur la commune de Bure-les-Templiers à 21 km à vol d'oiseau, est de 10,7 °C et le cumul annuel moyen de précipitations est de 898,2 mm,. Pour l'avenir, les paramètres climatiques de la commune estimés pour 2050 selon différents scénarios d'émission de gaz à effet de serre sont consultables sur un site dédié publié par Météo-France en novembre 2022.

## Urbanisme

### Typologie
Au 1er janvier 2024, Marey-sur-Tille est catégorisée commune rurale à habitat dispersé, selon la nouvelle grille communale de densité à 7 niveaux définie par l'Insee en 2022.
Elle est située hors unité urbaine. Par ailleurs la commune fait partie de l'aire d'attraction de Dijon, dont elle est une commune de la couronne,. Cette aire, qui regroupe 333 communes, est catégorisée dans les aires de 200 000 à moins de 700 000 habitants,.

### Occupation des sols
L'occupation des sols de la commune, telle qu'elle ressort de la base de données européenne d’occupation biophysique des sols Corine Land Cover (CLC), est marquée par l'importance des forêts et milieux semi-naturels (67 % en 2018), une proportion identique à celle de 1990 (67 %). La répartition détaillée en 2018 est la suivante : 
forêts (67 %), terres arables (27,9 %), prairies (3,4 %), zones urbanisées (1,7 %). L'évolution de l’occupation des sols de la commune et de ses infrastructures peut être observée sur les différentes représentations cartographiques du territoire : la carte de Cassini (XVIIIe siècle), la carte d'état-major (1820-1866) et les cartes ou photos aériennes de l'IGN pour la période actuelle (1950 à aujourd'hui).

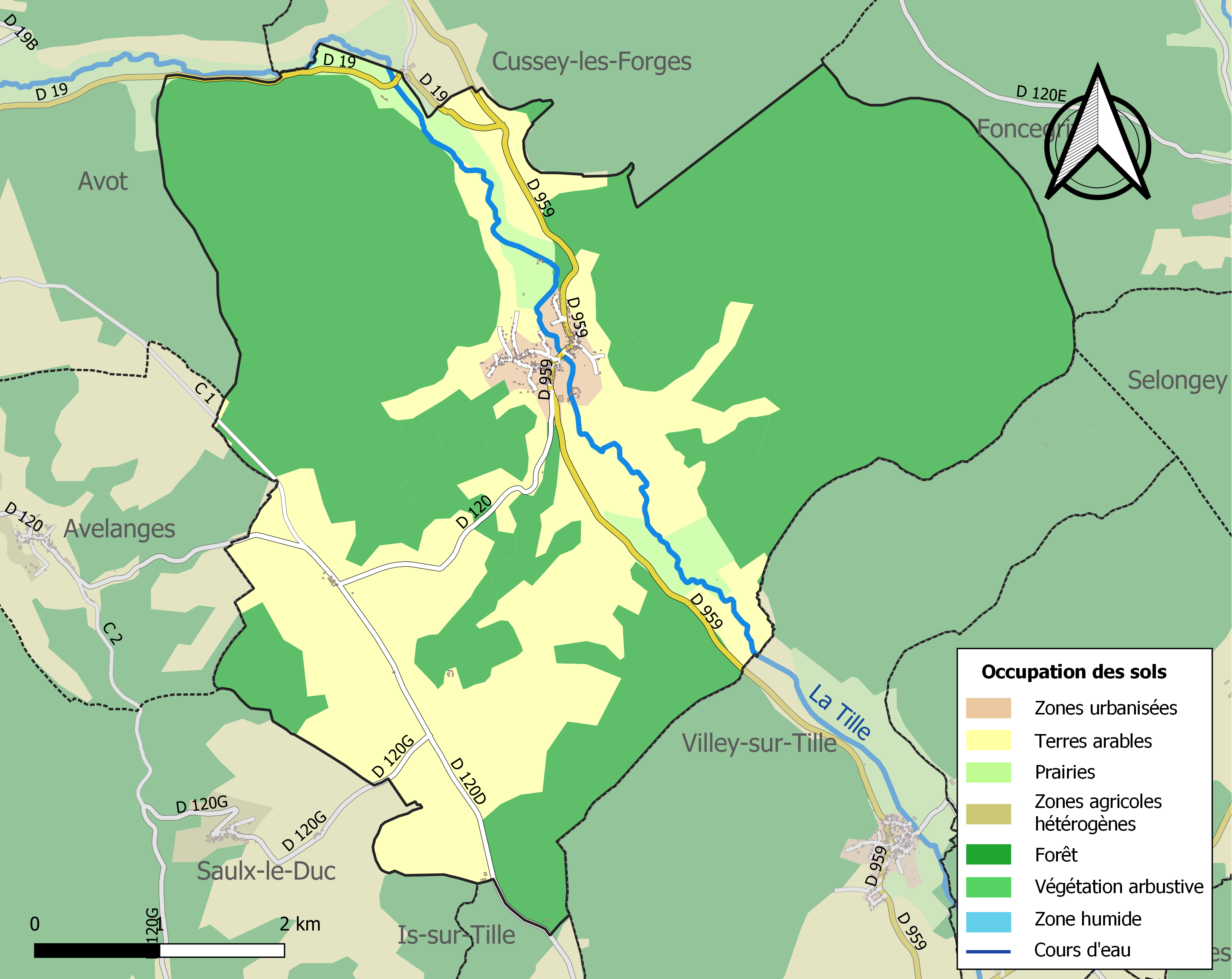
Carte des infrastructures et de l'occupation des sols de la commune en 2018 (CLC).

## Histoire
Village très ancien dont on trouve la trace dès le premier millénaire.
En 1012, Marey passa de l'abbaye de Flavigny à celle de Saint-Bénigne.
D'abord de la baronnie de Saulx-le-Duc, Marey tomba sous la houlette de la baronnie de Grancey.
Un des seigneurs Guillaume de Médavy forma la branche des comtes de Marey vers 1650.
Son fils mort à la guerre ne laissa pas de descendance, Marey resta ainsi aux comtes de Grancey.
On a exploité le fer depuis très longtemps à Marey.
Courtépée indiquait d'ailleurs que c'était le fer le plus pur de France.

### Carte de Cassini
|  |  |

La carte de Cassini ci-dessus montre qu'au XVIIIe siècle, Marey, qui n'est alors pas encore suivi de l’appellation sur-Tille est une paroisse implantée sur la rive droite de la rivière La Tille qui  traverse le terroir du village du nord-ouest au sud-est.

Deux moulins à eau symbolisés par une roue dentée sont représentés sur le cours de la rivière dans sa traversée du village, dont le Moulin à Foulon. Dans les moulins à foulons, les tissus étaient battus par des maillets entraînés par la force motrice de l’eau. Un pont en bois permettait de traverser la rivière.

Au nord-ouest, un autre moulin à eau La Forge de Marey est représenté. Les maillets du moulin servaient à battre le fer extrait du minerai présent dans le secteur. Des vestiges ont encore présents de nos jours au lieu-dit Les Forges.

Deux fermes sont représentées au sud-ouest Bonvent' et la Brulée.
  
À cette époque, le village était beaucoup plus peuplé qu'aujourd'hui, 650 habitants contre 325 actuellement, soit exactement le double.

### Passé ferroviaire du village
|  |  |  |

De 1882 au 2 mars 1969, la commune  a été traversée par la ligne de chemin de fer de Troyes à Gray, qui, venant de la gare de Pavillon-lès-Grancey (aujourd'hui Grancey-le-Château-Neuvelle) suivait la rive droite de La Tille, passait en plein milieu du village où se situait la gare et ensuite se dirigeait vers la halte de Villey-Crécey, commune aux villages de Villey-sur-Tille et Crécey-sur-Tille puis vers la gare d'Is-sur-Tille.

L'horaire ci-dessus montre qu'en 1914, 4 trains s'arrêtaient à la gare chaque jour dans le sens Troyes-Gray et 4 autres dans l'autre sens.

À une époque où le chemin de fer était le moyen de déplacement le plus pratique, cette ligne connaissait un important trafic de passagers et de marchandises. 
	
À partir de 1950, avec l'amélioration des routes et le développement du transport automobile, le trafic ferroviaire a périclité et la ligne a été fermée le 2 mars 1969 au trafic voyageurs. La ligne, encore en place, est utilisée épisodiquement pour un service de maintenance.
L'autre activité qui occupa beaucoup de ses habitants fut le tissage des draps à partir de la culture du chanvre.
Village du canton de Selongey, le conseil municipal demanda son rattachement à Is-sur- Tille en 1932.
Ce village abrite le LAMS 21 (Laboratoire d'Analyse Micro Biologique des Sols) créé par Claude et Lydia Bourguignon.

## Politique et administration
| Période                                  | Période     | Identité           | Étiquette | Qualité                    |
| ---------------------------------------- | ----------- | ------------------ | --------- | -------------------------- |
| vers 1970                                |             | L. Boyer           |           |                            |
| 1989                                     | Mars 2008   | Michel Borecki     | PS        | Directeur d'école primaire |
| mars 2008                                | 28 Mai 2020 | Ferruccio Boldrini |           |                            |
| 28 Mai 2020                              | En cours    | Christian Bailleul |           |                            |
| Les données manquantes sont à compléter. |             |                    |           |                            |

## Population et société

### Démographie
L'évolution du nombre d'habitants est connue à travers les recensements de la population effectués dans la commune depuis 1793. Pour les communes de moins de 10 000 habitants, une enquête de recensement portant sur toute la population est réalisée tous les cinq ans, les populations de référence des années intermédiaires étant quant à elles estimées par interpolation ou extrapolation. Pour la commune, le premier recensement exhaustif entrant dans le cadre du nouveau dispositif a été réalisé en 2005.

En 2022, la commune comptait 330 habitants, en évolution de +2,17 % par rapport à 2016 (Côte-d'Or : +0,82 %, France hors Mayotte : +2,11 %).
| 1793 | 1800 | 1806 | 1821 | 1831 | 1836 | 1841 | 1846 | 1851 |
| ---- | ---- | ---- | ---- | ---- | ---- | ---- | ---- | ---- |
| 651  | 633  | 651  | 563  | 580  | 588  | 582  | 558  | 545  |

| 1856 | 1861 | 1866 | 1872 | 1876 | 1881 | 1886 | 1891 | 1896 |
| ---- | ---- | ---- | ---- | ---- | ---- | ---- | ---- | ---- |
| 527  | 478  | 378  | 362  | 358  | 441  | 357  | 340  | 332  |

| 1901 | 1906 | 1911 | 1921 | 1926 | 1931 | 1936 | 1946 | 1954 |
| ---- | ---- | ---- | ---- | ---- | ---- | ---- | ---- | ---- |
| 335  | 333  | 332  | 302  | 299  | 314  | 284  | 313  | 266  |

| 1962 | 1968 | 1975 | 1982 | 1990 | 1999 | 2005 | 2006 | 2010 |
| ---- | ---- | ---- | ---- | ---- | ---- | ---- | ---- | ---- |
| 261  | 274  | 253  | 310  | 337  | 301  | 328  | 328  | 327  |

| 2015 | 2020 | 2022 | - | - | - | - | - | - |
| ---- | ---- | ---- | - | - | - | - | - | - |
| 324  | 326  | 330  | - | - | - | - | - | - |

## Culture locale et patrimoine

### Lieux et monuments
- Église Saint-Loup (XIIIe et XVe siècles) :

Église de style gothique.
Le clocher fut reconstruit au XVe siècle.
Une peinture du jugement dernier est remarquable dans la nef latérale.
Quelques belles statues de l'école de Dubois : un saint Jean et un saint Luc occupent le chœur.
Un saint Roch de bois polychrome et une pietà du XVIe siècle classée sont à ne pas rater lors d'une visite.
- Deux lavoirs :

Le plus grand des deux lavoirs est l'œuvre de Sirodot, architecte dijonnais connu au XIXe siècle. Il est de type « compluvium » peu courant en Côte-d'Or.
Le second, plus petit, est traversé par le ruisseau des «venots».
Ces deux lavoirs viennent d'être restaurés et leurs photos se trouvent sur le site internet covati.fr.
- Dieu de Pitié :

Dieu de Pitié à la sortie sud du village entre les tilleuls
- Le château

Construit entre les XVIe et XVIIIe siècles, il est aujourd'hui fermé au public.
- Calvaires :

Cinq calvaires, dont deux du XVIIIe siècle, sont à découvrir le long des routes ou chemins du village.
- Portail compagnonnique, 1825, Classé monument historique, 30 décembre 1991[18]
- Maison particulière, Peintures murales, Histoire de Putiphar, seconde moitié du XVIe s.[19]

### Personnalités liées à la commune
- Marie Manière (1826-1887) institutrice et communarde